# Технички музеј у Загребу
Технички музеј у Загребу је музеј који прикупља и приказује научне и техничке уређаје коришћене у историји. У њему су изложени бројни историјски авиони, аутомобили, машине и опрема.

## Историја
Технички музеј је основан 1954. године по узору на тадашње техничке музеје у Европи, а званично је отворен за јавност 14. јануара 1963. у Савској улици. Оснивач је Божо Тежак, тадашњи професор на Природно-математичком факултету Свеучилишта у Загребу. Године 2012. је музеј имао 125.000 посетилаца, а 2013. преко 118.000 што га чини најпосећенијим музејем у Хрватској. Са 141.000 посетилаца 2018. године је био седми најпосећенији музеј у Хрватској. Јуна 2015. је Скупштина града Загреба донела одлуку да се Технички музеј преименује у Технички музеј Николе Тесле. У музеју се чува најстарија сачувана парна машина која датира из средине 19. века, која је још увек у функцији. Садрже планетаријум који је некада водио Анте Радонић, изложбу кошница, модел рудника за угаљ, гвожђе и обојене метале око 300 метара дугачак и студио Николе Тесле. Музеј организује образовне, студијске, информативне и повремене изложбе, предавања и трибине о популарној науци, као и играонице и радионице.